# Mika Mäki
Mika Mäki (ur. 27 lutego 1988 roku w Pirkkala) – fiński kierowca wyścigowy.

## Kariera

### Formuła BMW i Renault
Fin karierę rozpoczął w roku 1998, od startów w kartingu. W 2005 roku przeszedł do wyścigów samochodów jednomiejscowych, debiutując w Niemieckiej Formule BMW. W pierwszym sezonie startów zmagania zakończył na 12. miejscu. W drugim dzięki startom w konkurencyjnej ekipie Eifelland Racing, został jej wicemistrzem (zwyciężył w dwóch wyścigach). W tym samym roku zaliczył jedną rundę Formuły Renault NEC oraz wystąpił w Światowym Finale Formuły BMW, w którym to zajął drugie miejsce.
Rok 2007 dzielił między starty w europejskim oraz włoskim cyklu Formuły Renault. W hiszpańskim zespole Epsilon Red Bull Team pewnie wygrał rywalizację we włoskiej edycji (zwyciężył w pięciu wyścigach), natomiast w europejskiej zajął na koniec sezonu 9. miejsce.

### Formuła 3

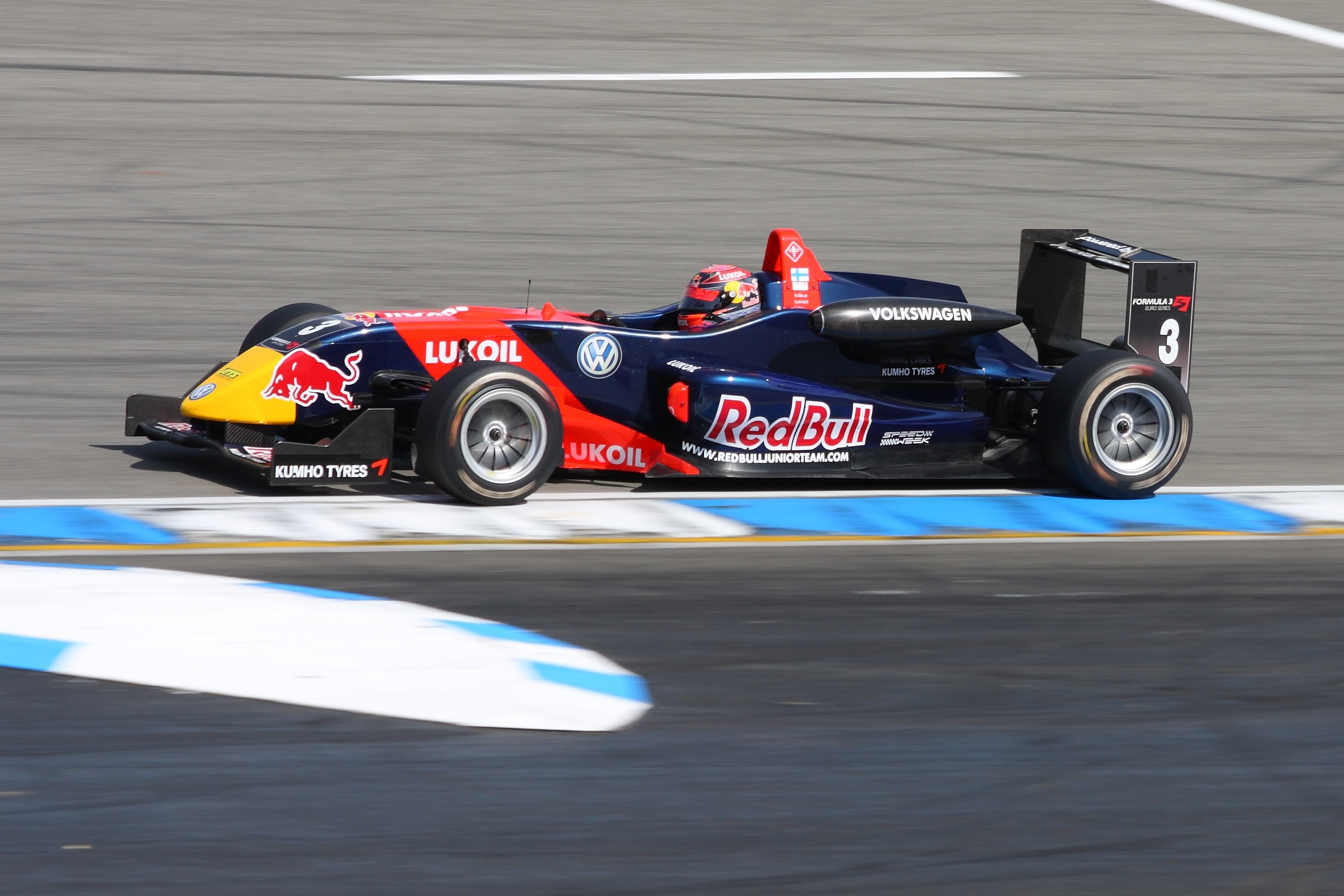
Mika Mäki w otwierającym sezon Formuły 3 Euro Series 2009 wyścigu na torze Hockenheimring

W roku 2008 awansował do Formuły 3 Euro Series, za sprawą niemieckiej ekipy Mücke Motorsport. Nieoczekiwanie już w pierwszym wyścigu sezonu sięgnął po zwycięstwo, dzięki czemu przez pewien czas pozostawał liderem mistrzostw. Ostatecznie jednak w wyniku nierównej jazdy, Fin rywalizację zakończył na 5. pozycji (stanął łącznie pięć razy na podium, z czego dwukrotnie na najwyższym stopniu). W kolejnym roku startów przeniósł się do francuskiej stajni Signature-Plus. Pomimo sporych nadziei, sezon nie był najbardziej udany dla Miki, który zwyciężył w zaledwie jednym wyścigu, na torze w Wielkiej Brytanii i w klasyfikacji generalnej zajął słabszą 6. lokatę.
Oprócz startów w F3, w tym okresie Fin dwukrotnie wystąpił również w prestiżowym wyścigu o Grand Prix Makau (zajął w nim odpowiednio 4. i 8. miejsce), raz w Masters of Formula 3 (4. miejsce) oraz wziął udział w jednej rundzie Azjatyckiej GP2, w zespole Trust Team Arden, na torze w Szanghaju. Nie zdobył tam jednak żadnych punktów.

## Wyniki w Azjatyckiej Serii GP2
| Legenda oznaczeń w tabelach wyników Wyświetl szablon na nowej stronie | Legenda oznaczeń w tabelach wyników Wyświetl szablon na nowej stronie                                                                     |
| Oznaczenie                                                            | Wyjaśnienie |
| --------------------------------------------------------------------- | --- |
| Złoty                                                                 | Zwycięzca lub mistrzostwo |
| Srebrny                                                               | 2. miejsce lub wicemistrzostwo |
| Brązowy                                                               | 3. miejsce lub II wicemistrzostwo |
| Zielony                                                               | Ukończył, punktował (w klasyfikacji generalnej, gdy zdobył co najmniej jeden punkt na przestrzeni sezonu, poza trzema powyższymi opcjami) |
| Niebieski                                                             | Ukończył, nie punktował (w klasyfikacji generalnej, gdy nie zdobył co najmniej jednego punktu na przestrzeni sezonu)                      |
| Czerwony                                                              | Nie zakwalifikował się (NZ) |
| Czerwony                                                              | Nie prekwalifikował się (NPK) |
| Różowy                                                                | Nie ukończył (NU) |
| Różowy                                                                | Niesklasyfikowany (NS) (w klasyfikacji generalnej, gdy nie został sklasyfikowany w żadnym wyścigu sezonu)                                 |
| Czarny                                                                | Zdyskwalifikowany (DK) |
| Czarny                                                                | Wykluczony (WYK/EX) |
| Biały                                                                 | Nie wystartował (NW) |
| Biały                                                                 | Kontuzjowany (K/INJ) |
| Biały                                                                 | Wyścig odwołany (OD/C) |
| Bez koloru                                                            | Został wycofany (WYC/WD) |
| Bez koloru                                                            | Nie przybył (NP/DNA) |
| Bez koloru                                                            | Nie brał udziału w treningach (NT/DNP) |
| Bez koloru                                                            | Nie został zgłoszony (–) |
| Pogrubienie                                                           | Start z pole position |
| Kursywa                                                               | Najszybsze okrążenie wyścigu |
| †                                                                     | Nie ukończył, ale jego rezultat został zaliczony ze względu na przejechanie więcej niż 90% dystansu wyścigu.                              |
| *                                                                     | Sezon w trakcie |
| 1/2/3                                                                 | Punktowana pozycja w sprincie kwalifikacyjnym                                                                                             |
| Lista systemów punktacji Formuły 1                                    | |

| Rok       | Zespół           | Wyniki w poszczególnych eliminacjach | Wyniki w poszczególnych eliminacjach | Wyniki w poszczególnych eliminacjach | Wyniki w poszczególnych eliminacjach | Wyniki w poszczególnych eliminacjach | Wyniki w poszczególnych eliminacjach | Wyniki w poszczególnych eliminacjach | Wyniki w poszczególnych eliminacjach | Wyniki w poszczególnych eliminacjach | Wyniki w poszczególnych eliminacjach | Wyniki w poszczególnych eliminacjach | Punkty | Pozycja |
| --------- | ---------------- | ------------------------------------ | ------------------------------------ | ------------------------------------ | ------------------------------------ | ------------------------------------ | ------------------------------------ | ------------------------------------ | ------------------------------------ | ------------------------------------ | ------------------------------------ | ------------------------------------ | ------ | ------- |
| 2008/2009 | Arden Motorsport | CHN                                  | CHN                                  | ARE                                  | BHR                                  | BHR                                  | QAT                                  | QAT                                  | MAL                                  | MAL                                  | BHR                                  | BHR                                  | 0      | 29      |
| 2008/2009 | Arden Motorsport | NU                                   | 10                                   | -                                    | -                                    | -                                    | -                                    | -                                    | -                                    | -                                    | -                                    | -                                    | 0      | 29      |